# 趙菲芸
趙菲芸（dodolook，1984年1月3日—）出生於中国，籍贯广西桂林。2004年20歲時出国前往加拿大。从2002年左右起，她喜欢上开始用Adobe Photoshop制作自己的照片，并且在论坛固定发帖。

## 简历
从2003年左右起了，dodolook就开始尝试自己做GIF动画图片。当时就已有人因为搞笑有趣的GIF图片开始注意到她。
2005年12月，dodolook访问了台湾的影音网站「I'm Vlog」，发现网站正在举行一场一等奖为5000美元的视频博客比赛，于是dodolook申请了自己的视频博客，并不断發布自己制作并主演的一些搞笑短片，迅速冲到了排行榜前列。成為首位在台灣和中國同時都受歡迎、倍受關注的網路紅人。
2009年dodolook在加拿大的学业完成后，到台湾从事演艺相关工作，但是依然持續用自拍的影片和文字記錄下自己的生活。並從華視演員訓練班順利畢業。
2010年dodolook參演台北國際花卉博覽會的開幕劇-大型原住民魔幻音樂劇《百合戀》，該劇廣受外界好評，1200人的坐位場場爆滿，每天三場，觀眾人數累計突破了23萬人。
2012年dodolook主演的《翻個墻》入圍34屆台灣金穗獎最佳學生製片。
2012年dodolook第一批手作商品開始販售。於黑劍製作於中視播出《白色之戀》純愛偶像劇中，演出小護士翁子園一角。
擔任網路遊戲【地下城与勇士】第三季DNF Girl，並獲邀於 DNF2012F1天王賽活動中擔任表演嘉賓。 
2013年dodolook於可米製作《終極一班2》第5集與第6集中，客串演出林青青一角。
目前簽約給台灣的經紀公司：路可數位媒體，並將持續參與電視劇演出並規劃出版個人第二本創作書。
2014年1月15日全球華人網絡主播大賽最佳創意獎。

## 演出

### 電視劇
2011年華麗的挑戰飾化妝師
| 年度       | 首播頻道        | 劇名                           | 飾演   |
| ---------- | --------------- | ------------------------------ | ------ |
| 2012年10月 | 中視/中天綜合台 | 《白色之戀》（Die Sterntaler） | 翁子園 |

| 年度       | 首播頻道   | 劇名                       | 飾演 |
| ---------- | ---------- | -------------------------- | ---- |
| 2012年12月 | 八大綜合台 | 《終極一班2》（KO ONE II） | 青青 |

### 網絡劇
| 年度      | 首播頻道 | 劇名         | 飾演   |
| --------- | -------- | ------------ | ------ |
| 2016年5月 | 騰訊視頻 | 《深井食堂》 | Amanda |

### MV
- 陳奕迅 - 這樣的一個麻煩
- 林俊傑 - 加油

### 其他
- 2007年 康熙來了、我猜我猜我猜猜猜-新年特別專輯[1]
- 2006年 鲁豫有约[2]
- 2006年 yume乙葉夢銀飾代言
- 2007年 東風頻道節目預告片
- 2007年 大話戰國遊戲代言
- 2010年11月 台北2010國際花卉博覽會開幕劇-原住民魔幻音樂劇 《百合戀》飾演女主角巴冷（2010年11月7號-2011年1月4號）
- 2011年7月 主演的獨生製片《翻個墻》入圍台灣32屆金穗獎-最佳學生製片提名
- 2012年10月 《白色之戀》，角色：翁子園，台北永世綜合醫院的護士，小彩的知心好友，總是默默的守護小彩並給予小彩支持，暗戀著永拓。
- 2016年6月 參加真人秀節目《我為喜劇狂 第三季》

## 文字作品
《I'm dodolook》，2007出版，大塊文化。是dodolook第一本由自己编写的影音書。隨書附贈dodolook影音光碟（到2007年止的20部經典加3部獨家影片）。現在dodolook正在準備第二本圖文散記。